# ملا علی (داغستان)
ملا علی (به لاتین: Mulla-Ali) یک منطقهٔ مسکونی در روسیه است که در شهرستان کیزلیارسکی واقع شده‌است.